# Utricularia perversa
Utricularia perversa — вид рослин із родини пухирникових (Lentibulariaceae). 

## Середовище проживання
Зростає у Мексиці — Чіуауа, Гуанахуато, Ідальго, Халіско, штат Мехіко, Оахака, Керетаро.